# 霍华德·本奇
霍华德·本奇（英語：Howard Benge，1913年7月26日—1986年5月19日），新西兰男子赛艇运动员。他曾代表新西兰参加1938年大英帝国运动会赛艇比赛，获得男子八人单桨有舵手铜牌。